# Casque de combat
Pour les articles homonymes, voir Casque (homonymie).

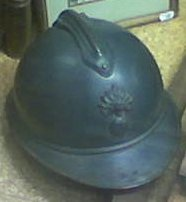
Casque Adrian équipant le soldat français de la Première Guerre mondiale.

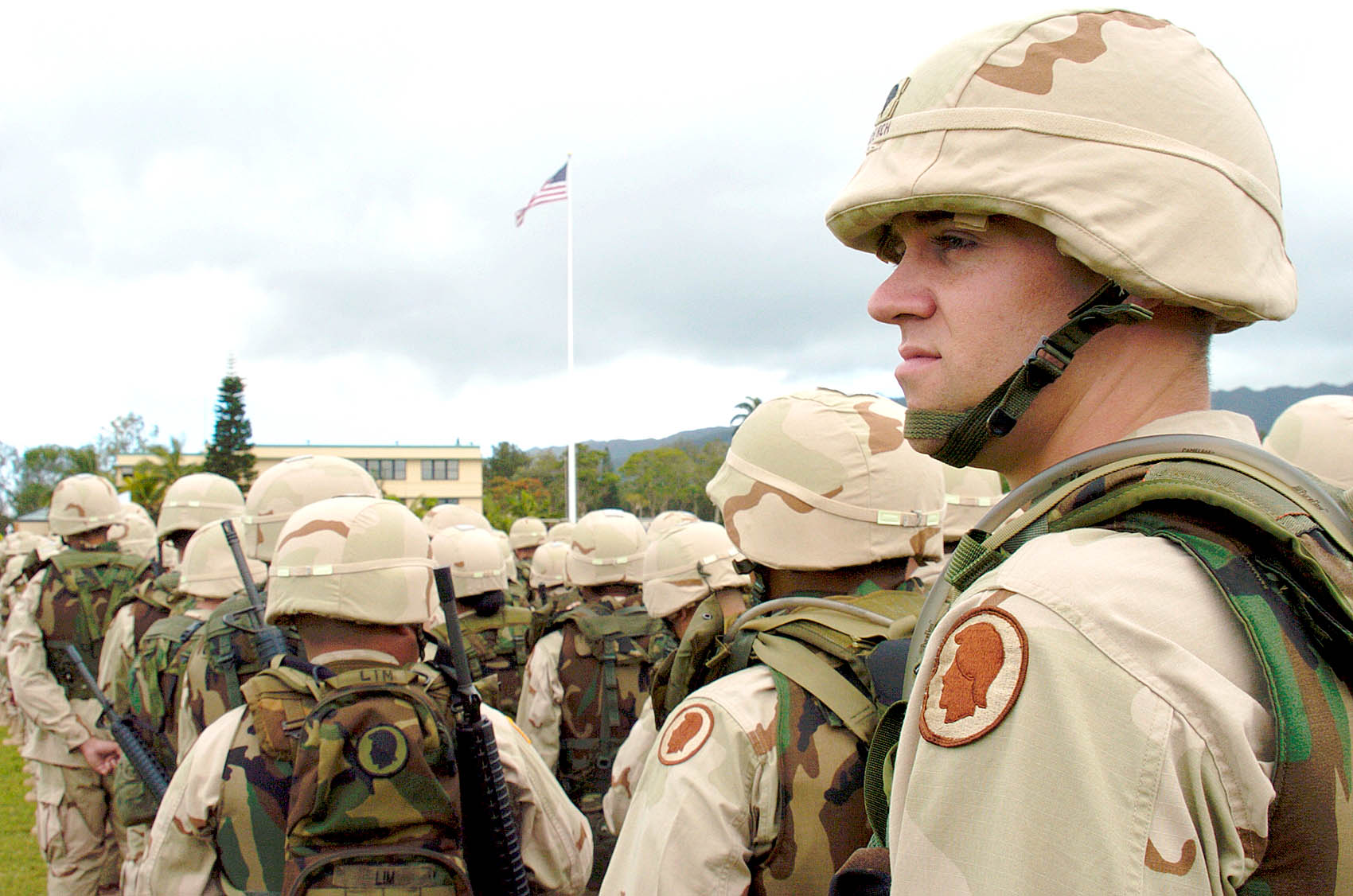
Soldats de la garde nationale des États-Unis portant le casque PASGT en service entre les années 1980 et 2000.

Un casque de combat, ou casque militaire, est un casque dont la principale fonction est de protéger la tête durant une opération militaire.

## Histoire
Le casque a été utilisé par les guerriers dès l'Antiquité sur tous les continents. 
En Grèce, le casque corinthien emblématique de l'armement des hoplites apparaît vers 700 av. J.-C.. Il donne naissance au casque chalcidien ainsi qu'au casque attique qui se répand en Italie. Le casque romain s'inspire aussi du casque celtique.
En Europe médiévale, selon sa forme, il porte le nom de bourguignotte, cabasset, heaume, salade (souvent associé à un gorgerin)… Il sert à parer les coups d'épée, d'armes contondantes (type masse d'arme) et les flèches.

### Histoire moderne
Avec l'arrivée des armes à feu, il devient obsolète, de même que le reste de l'armure.
Il réapparaît durant la Première Guerre mondiale, fait d'acier, pour protéger des blessures occasionnées par les éclats d'obus. Le casque Adrian français entre en service dès 1915.
Les Allemands remplacent eux aussi le casque à pointe, le stahlhelm (casque) n'apparaît sur le front qu'au début de la bataille de Verdun, c'est-à-dire en février 1916.

## Utilisation contemporaine
Actuellement, le casque reste employé par les armées du monde entier pour protéger le soldat contre les éclats (de grenade, d'obus, de roquette...) ou dévier une balle rasante, mais il est incapable d'arrêter une balle le percutant de plein fouet, en raison du pouvoir de pénétration élevé de ces projectiles.
Jusque dans les années 1980, le casque militaire était essentiellement métallique. Les soldats disposaient parfois d'un casque léger sur lequel on pouvait ajouter le casque lourd.
Les casques modernes sont en matériaux composites comme le Kevlar ou le Dyneema.